# Бокитько Борис Гаврилович
Бокитько Борис Гаврилович (*4 жовтня 1898, Миргород — †після 26 квітня 1929) — військовий, громадський діяч; хорунжий кінноти Армії УНР.
Відповідно до українського законодавства є борцем за незалежність України у ХХ столітті.

## Біографія
Народився в родині Гаврила Микитовича і Наталії Іванівни Бокітьків. Закінчив 7 класів 2-го Петроградського каїрського корпусу (травень 1917). 4 жовтня 1917 року вступив юнаком до Миколаївської кінної школи в Петрограді, але через революційні події не закінчив її.
Від 30 жовтня 1918 року — козак Армії Української Держави. В березні 1919 році, будучи хворим, евакуювався до Одеси, а на початку квітня — до Константинополя, де став на облік в посольстві УНР як український старшина. Посол УНР у Туреччині Олександр Лотоцький свідчив, що
| “становище в Царгороді українця, особливо українського старшини, було дуже тяжке з огляду на ворожість, яку тоді виявляла окупаційна союзна влада до України (Україна в той час воювала з Добровольчою армією, якою опікувались союзники). В сих відповідних обставинах Б. Бокитько, разом із кількома українськими старшинами, виявляв своїм поводженням правдиву горожанську свідомість та гідність”. |
На початку грудня 1919 року служив у 1-му Галицькому корпусі, який тоді перебував у складі Добровольчої армії. Захворівши на тиф, лікувався у шпиталі. Лише у травні 1920 року потрапив до Армії УНР. Як старшина 6-ї Січової дивізії брав участь у військовій кампанії весни — осені 1920 року. В листопаді 1920 року інтернований поляками.
Володів англійською, французькою і німецькою мовами. Вступив на службу до Британського комітету в Польщі.
Навчався на економічно-кооперативному факультеті Української Господарської академії в Подєбрадах (спеціалізація — консульська служба і торговельна агентура за кордоном). Дипломну роботу «Мирне розв'язання міжнародних спорів» захистив «з успіхом добрим» (26 квітня 1929).